# Zuid-Afrikaanse parlementsverkiezingen 2019

Van links naar rechtsː Economic Freedom Fighters (44), Afrikaans Nationaal Congres (230), Democratische Alliantie (84), Inkatha Freedom Party (14), Freedom Front Plus (10), African Christian Democratic Party (4), overige (14)

Op 8 mei 2019 hield Zuid-Afrika algemene verkiezingen voor een nieuwe Nationale Vergadering en een nieuwe Provinciale Wetgevende Macht. De Nationale Vergadering bestaat uit 400 leden die door evenredige vertegenwoordiging verkozen worden en verkiest de nieuwe president van het land.
Bijna 27 miljoen kiesgerechtigde Zuid-Afrikanen hebben zich geregistreerd om te gaan stemmen waarvan er meer dan 17,5 miljoen mensen dat effectief gedaan hebben.
Op nationaal niveau deden er 48 partijen mee waarvan het ANC onder leiding van Cyril Ramaphosa, de Democratische Alliantie onder leiding van Mmusi Maimane en de EFF onder leiding van Julius Malema veruit de belangrijkste waren.

## Uitslagen

### Nationale Vergadering
Het ANC wist weer haar absolute meerderheid in de Nationale Vergadering te behouden maar behaalde met 57,5% wel haar slechtste resultaat sinds de allereerste democratische verkiezingen in 1994. In elke provincie verloor de partij stemmen. Het sterkst staat de partij in de provincie Limpopo met 75,49%, het zwakst in de provincie West-Kaap met 28,63% en de sterkste daling had de partij in de provincie Kwazulu-Natal te verwerken met een daling van 10,3%.
De liberale Democratische Alliantie die de officiële oppositie vertegenwoordigd had ook een daling te verwerken van een kleine 2% en komt op 20,77% op nationaal niveau. De partij behoudt haar enige (absolute) meerderheid in de provincie West-Kaap met 55,45% en kon enkel in de provincies Vrijstaat, Kwazulu-Natal en Noord-Kaap hun stemmenaantal behouden en vergroten.
De extreemlinks-populistische EFF is er in geslaagd om in elke provincie haar stemmenaantal te vergroten. De partij komt nu op 10,79%, een stijging van 4,44% tegenover de vorige verkiezingen. In de provincies Mpumalanga, Limpopo en Noordwest werden ze de tweede grootste partij met respectievelijk 12,79%, 14,43% en 18,64%.
De Inkatha Vrijheidspartij en het Vrijheidsfront Plus zijn de overige twee partijen die boven de 1% uitkwamen met respectievelijk 3,38% en 2,38%. Beide partijen konden hun stemmenaantal vergroten met respectievelijk 0,98% en 1,48% en hiermee wist het Vrijheidsfront Plus haar stemmenaantal het sterkst te vergroten op de EFF na.
Het African Transformation Movement, GOOD en Al Jama-ah zijn nieuw in het parlement. De eerste twee partijen zijn pas ontstaan na de verkiezingen van 2014 en het moslimfundamentalistische Al Jama-ah heeft voor het eerst sinds haar ontstaan in 2009 een zetel kunnen bemachtigen. Agang South Africa en de African Peoples' Convention zijn al hun zetels kwijtgeraakt en verdwijnen uit het parlement.
| Partij                             | Afkorting | Ideologie                                 | Richting                 | Uitslag | Verschil | Zetels | Verschil |
| ---------------------------------- | --------- | ----------------------------------------- | ------------------------ | ------- | -------- | ------ | -------- |
| Afrikaans Nationaal Congres        | ANC       | Sociaaldemocratie Afrikaans nationalisme  | Centrumlinks             | 57,50%  | -4,65%   | 230    | -19      |
| Democratische Alliantie            | DA        | Liberalisme                               | centrum                  | 20,77%  | -1,46%   | 84     | -5       |
| Economic Freedom Fighters          | EFF       | Communisme Anti-Europees                  | extreemlinks             | 10,79%  | +4,44%   | 44     | +19      |
| Inkatha Freedom Party              | IFP       | Federalisme Zulu belangen                 | rechts                   | 3,38%   | +0,98%   | 14     | +4       |
| Freedom Front Plus                 | FF+       | Afrikanernationalisme Christendemocratie  | centrumrechts tot rechts | 2,38%   | +1,48%   | 10     | +6       |
| African Christian Democratic Party | ACDP      | Conservatisme Christendemocratie          | centrumrechts tot rechts | 0,84%   | +0,27%   | 4      | +1       |
| United Democratic Movement         | UDM       | Sociaaldemocratie                         | centrumlinks             | 0,45%   | -0,55%   | 2      | -2       |
| African Transformation Movement    | ATM       | Conservatisme Christendemocratie          |                          | 0,44%   | Nieuw    | 2      | +2       |
| GOOD                               |           | Sociaaldemocratie Ecologisme              |                          | 0,40%   | Nieuw    | 2      | +2       |
| National Freedom Party             | NFP       | Sociaaldemocratie Egalitarisme            |                          | 0,35%   | -1,22%   | 2      | -4       |
| African Independent Congress       | AIC       | Conservatisme                             |                          | 0,28%   | -0,25%   | 2      | +0       |
| Congress of the People             | COPE      | Sociaaldemocratie Progressief liberalisme | centrumlinks             | 0,27%   | -0,40%   | 2      | -1       |
| Pan Africanist Congress of Azania  | PAC       | Sociaaldemocratie Panafrikanisme          | links tot extreemlinks   | 0,19%   | -0,02%   | 1      | +0       |
| Al Jama-ah                         | ALJAMA    | Islamisme Moslimfundamentalisme           |                          | 0,18%   | +0,04%   | 1      | +1       |
| Agang South Africa                 |           | Anti-corruptie Liberalisme                | centrumlinks tot centrum | 0,08%   | -0,20%   | 0      | -2       |
| African Peoples' Convention        | APC       | Socialisme Panafrikanisme                 | Links                    | 0,11%   | -0,06%   | 0      | -1       |

### Provinciale Wetgevende Macht
De Provinciale Wetgevende Macht is de wetgevende macht van het parlement van een Zuid-Afrikaanse provincie. Het aantal zetels varieert van 30 tot 80 zetels naargelang het aantal inwoners van een provincie.
| Partij                          | Uitslag | Zetels | Verschil |
| ------------------------------- | ------- | ------ | -------- |
| Afrikaans Nationaal Congres     | 68,74%  | 44     | -1       |
| Democratische Alliantie         | 15,73%  | 10     | +0       |
| Economic Freedom Fighters       | 7,84%   | 5      | +3       |
| United Democratic Movement      | 2,60%   | 2      | -2       |
| African Transformation Movement | 1,52%   | 1      | +1       |
| Freedom Front Plus              | 0,58%   | 1      | +1       |
| Congress of the People          | 0,25%   | 0      | -1       |
| African Independent Congress    | 0,42%   | 0      | -1       |

| Partij                             | Uitslag | Zetels | Verschil |
| ---------------------------------- | ------- | ------ | -------- |
| Afrikaans Nationaal Congres        | 54,22%  | 44     | -8       |
| Inkatha Freedom Party              | 16,34%  | 13     | +4       |
| Democratische Alliantie            | 13,90%  | 11     | +1       |
| Economic Freedom Fighters          | 9,71%   | 8      | +6       |
| National Freedom Party             | 1,57%   | 1      | -5       |
| Minority Front                     | 0,52%   | 1      | +0       |
| African Transformation Movement    | 0,49%   | 1      | +1       |
| African Christian Democratic Party | 0,48%   | 1      | +1       |

| Partij                             | Uitslag | Zetels | Verschil |
| ---------------------------------- | ------- | ------ | -------- |
| Democratische Alliantie            | 55,45%  | 24     | -2       |
| Afrikaans Nationaal Congres        | 28,63%  | 12     | -2       |
| Economic Feedom Fighters           | 4,04%   | 2      | +1       |
| GOOD                               | 3,01%   | 1      | +1       |
| African Christian Democratic Party | 2,66%   | 1      | +0       |
| Freedom Front Plus                 | 1,56%   | 1      | +1       |
| Al Jama-ah                         | 0,86%   | 1      | +1       |

| Partij                             | Uitslag | Zetels | Verschil |
| ---------------------------------- | ------- | ------ | -------- |
| Afrikaans Nationaal Congres        | 50,19%  | 37     | -3       |
| Democratische Alliantie            | 27,45%  | 20     | -3       |
| Economic Freedom Fighters          | 14,69%  | 11     | +3       |
| Freedom Front Plus                 | 3,56%   | 3      | +2       |
| Inkatha Freedom Party              | 0,89%   | 1      | +0       |
| African Christian Democratic Party | 0,71%   | 1      | +1       |

| Partij                      | Uitslag | Zetels | Verschil |
| --------------------------- | ------- | ------ | -------- |
| Afrikaans Nationaal Congres | 75,49%  | 38     | -1       |
| Economic Freedom Fighters   | 14,43%  | 7      | +1       |
| Democratische Alliantie     | 5,40%   | 3      | +0       |
| Freedom Front Plus          | 1,42%   | 1      | +1       |
| Congress of the People      | 0,23%   | 0      | -1       |

| Partij                      | Uitslag | Zetels | Verschil |
| --------------------------- | ------- | ------ | -------- |
| Afrikaans Nationaal Congres | 70,58%  | 22     | -2       |
| Economic Freedom Fighters   | 12,79%  | 4      | +2       |
| Democratische Alliantie     | 9,77%   | 3      | +0       |
| Freedom Front Plus          | 2,43%   | 1      | +1       |
| Better Resident Association | 0,72%   | 0      | -1       |

| Partij                      | Uitslag | Zetels | Verschil |
| --------------------------- | ------- | ------ | -------- |
| Afrikaans Nationaal Congres | 57,54%  | 18     | -2       |
| Democratische Alliantie     | 25,51%  | 8      | +1       |
| Economic Freedom Fighters   | 9,71%   | 3      | +1       |
| Freedom Front Plus          | 2,68%   | 1      | +1       |
| Congress of the People      | 0,86%   | 0      | -1       |

| Partij                      | Uitslag | Zetels | Verschil |
| --------------------------- | ------- | ------ | -------- |
| Afrikaans Nationaal Congres | 61,87%  | 21     | -2       |
| Economic Freedom Fighters   | 18,64%  | 6      | +1       |
| Democratische Alliantie     | 11,18%  | 4      | +0       |
| Freedom Front Plus          | 4,32%   | 2      | +1       |

| Partij                      | Uitslag | Zetels | Verschil |
| --------------------------- | ------- | ------ | -------- |
| Afrikaans Nationaal Congres | 61,14%  | 19     | -3       |
| Democratische Alliantie     | 17,58%  | 6      | -1       |
| Economic Freedom Fighters   | 12,58%  | 4      | +2       |
| Freedom Front Plus          | 3,96%   | 1      | +0       |

Parlementsverkiezingen: 1910 · 1915 · 1920 · 1921 · 1924 · 1929 · 1933 · 1938 · 1943 · 1948 · 1953 · 1958 · 1961 · 1966 · 1970 · 1974 · 1977 · 1981 · 1984 · 1987 · 1989 · 1994 · 1999 · 2004 · 2009 · 2014 · 2019 · 2024

Referenda: 1960 · 1983 · 1992